# Grajska vas
Grajska vas je naselje u slovenskoj Općini Braslovči. Grajska vas se nalazi u pokrajini Štajerskoj i statističkoj regiji Savinjskoj. 

## Stanovništvo
Prema popisu stanovništva iz 2002. godine naselje je imalo 300 stanovnika.